# Neoerythromma
Neoerythromma là một chi chuồn chuồn kim trong họ Coenagrionidae.

## Các loài
Neoerythromma có 2 loài:
- Neoerythromma cultellatum (Hagen in Selys, 1876)
- Neoerythromma gladiolatum Williamson & Williamson, 1930